# Afrodita agachada

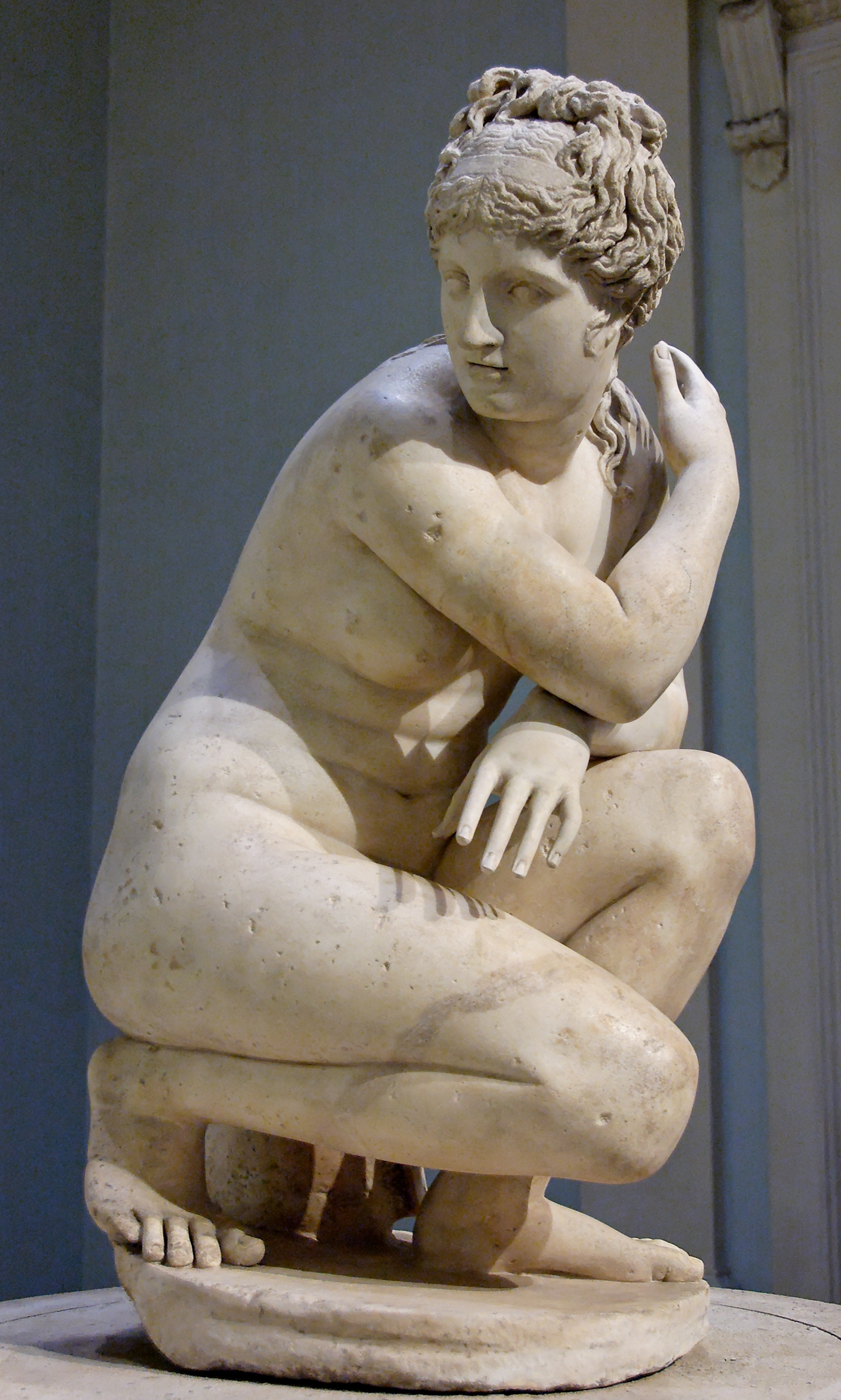
La Venus Lely, llamada así por haber pertenecido al pintor Sir Peter Lely, actualmente propiedad de la Royal Collection, en préstamo en el British Museum.

Afrodita agachada, acurrucada, lavándose, en el baño, o expresiones similares, son denominaciones historiográficas de un tipo de representaciones de la diosa Afrodita (o Venus) que se realizaron a partir de un modelo de época helenística, atribuido a Doidalsas de Bitinia. Es posible que fuera un encargo de Nicomedes I de Bitinia para un santuario en Nicomedia, ciudad que fundó ese rey en 265 o 262 a. C.
La escena que reproduce es la de la diosa sorprendida en el baño, o en el trance de contemplar su reflejo en las aguas, mientras está desnuda (en algún caso se utiliza la denominación El baño de Afrodita, que en cierto modo relaciona esta escena con la representada en la tipología de la Afrodita púdica). La postura es forzada, en cuclillas, tocando casi el suelo con la rodilla derecha y volviendo su cabeza hacia ese lado. En la mayor parte de las versiones lleva su brazo derecho hasta el hombro izquierdo, intentando cubrir sus senos; en otras, levanta el brazo derecho hasta tocarse el pelo, dejando los senos más descubiertos. En algunas versiones, aparece junto a ella Eros, o algún elemento iconográfico que hace más evidente la identificación. Dado el alto número de copias de época romana que se han encontrado, sobre todo en Italia y Francia, tuvo que ser un modelo muy popular.
Es habitual disponer a esta escultura como pendant con el Arrotino.

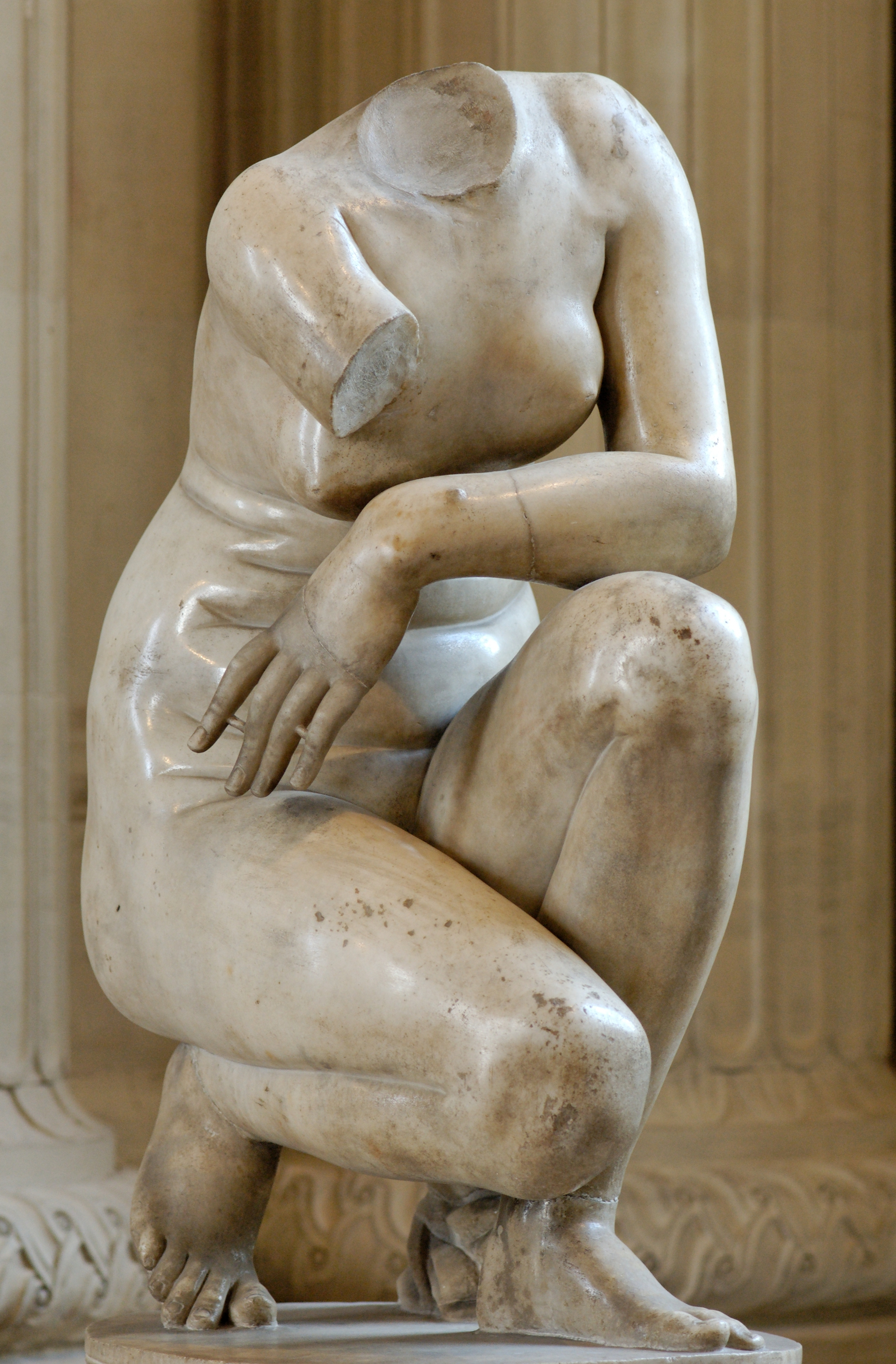
Venus agachada de la colección Borghese, actualmente en el Louvre.

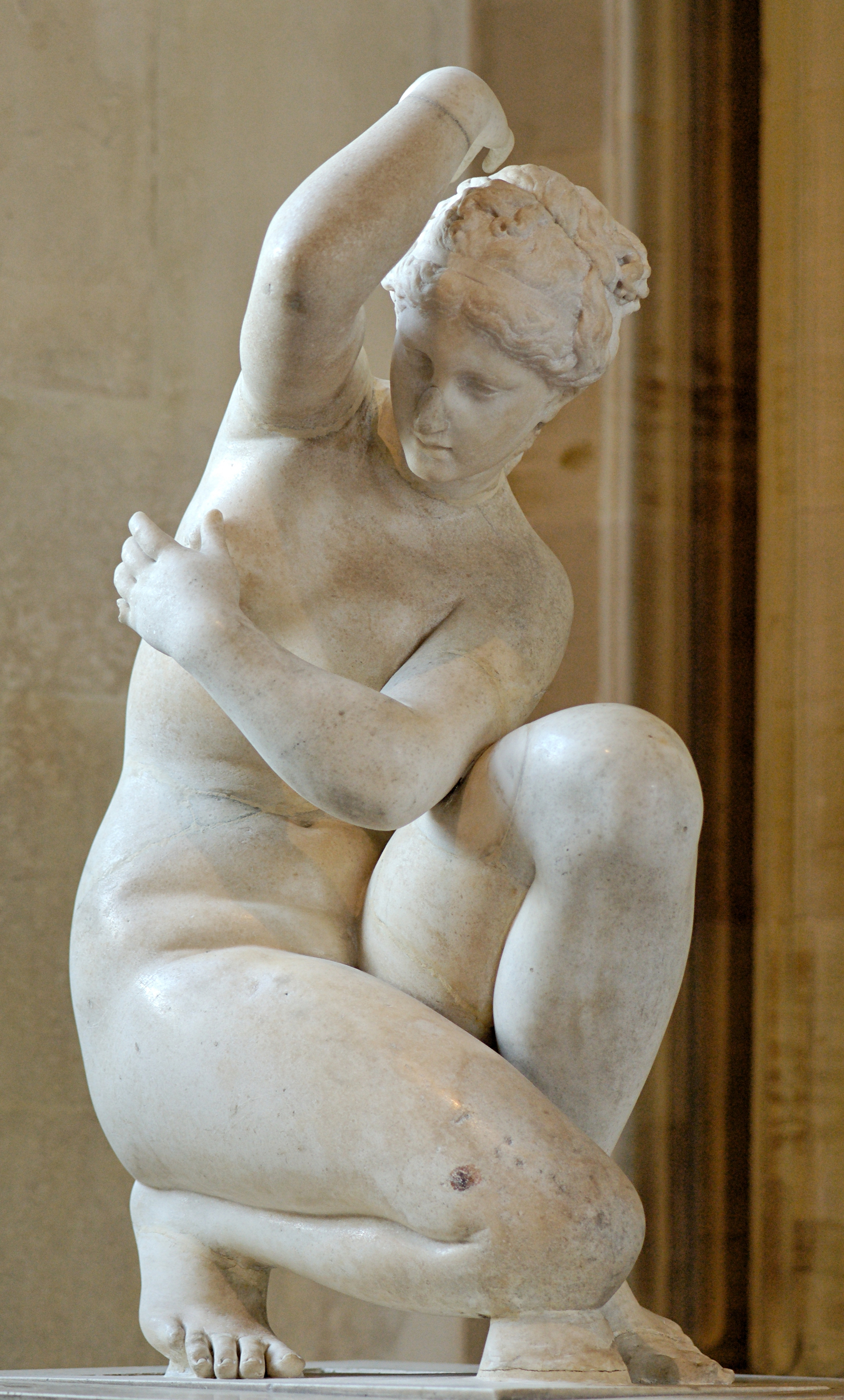
Vénus Accroupie que perteneció a Luis XIV, actualmente en el Louvre.

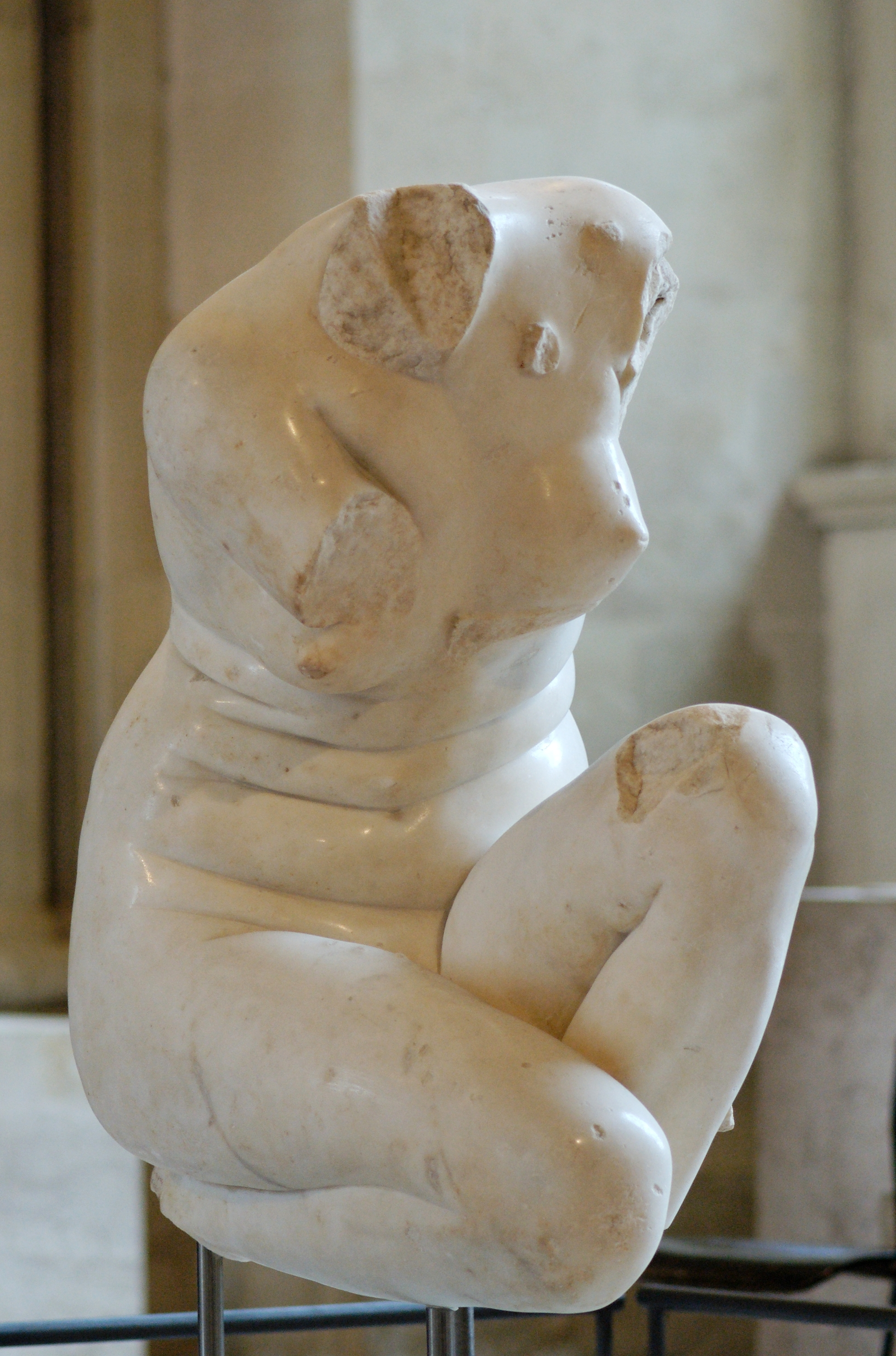
Venus agachada de Vienne, actualmente en el Louvre.

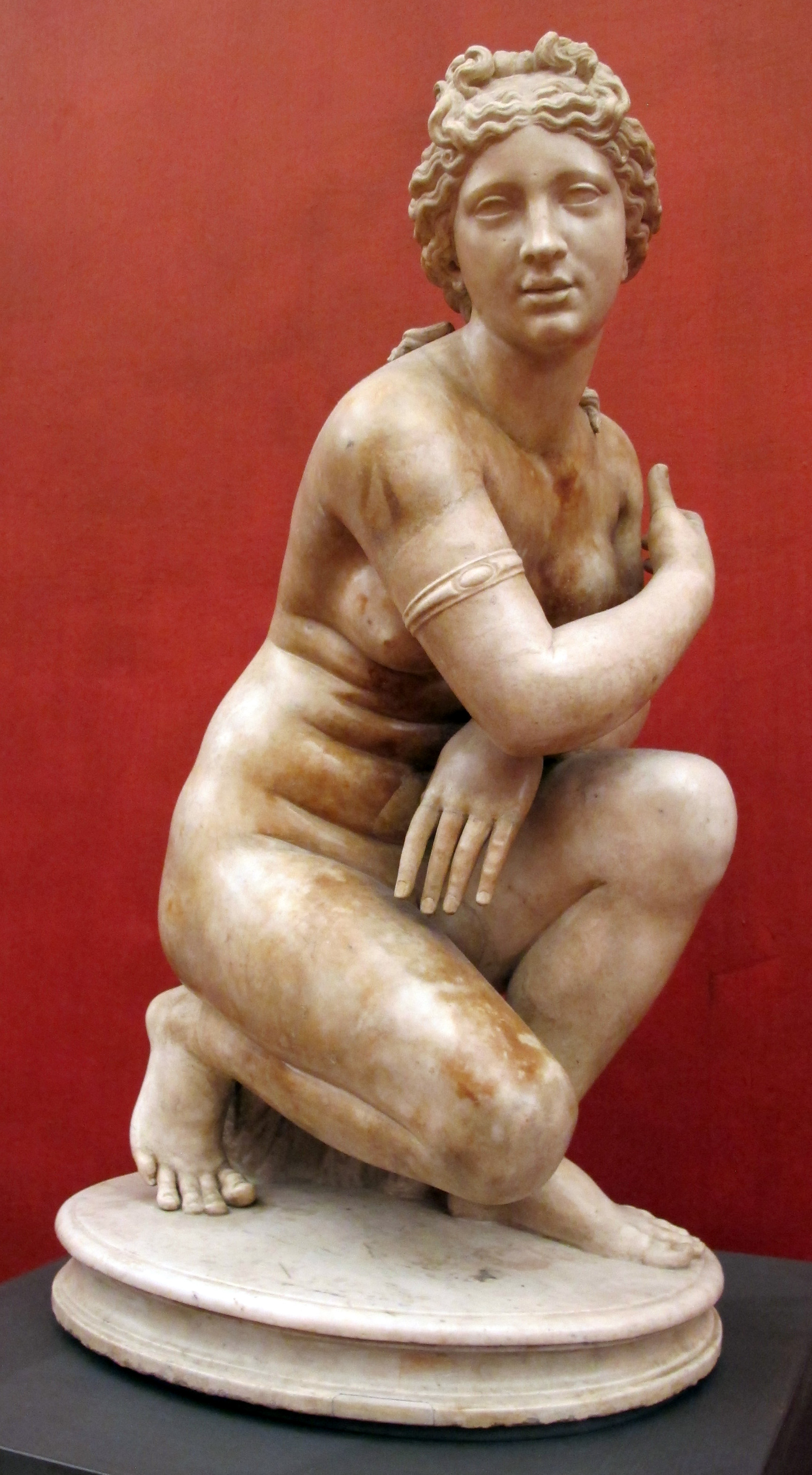
La Venere accovacciata de la colección Médici, hoy en la Galería Uffizi.

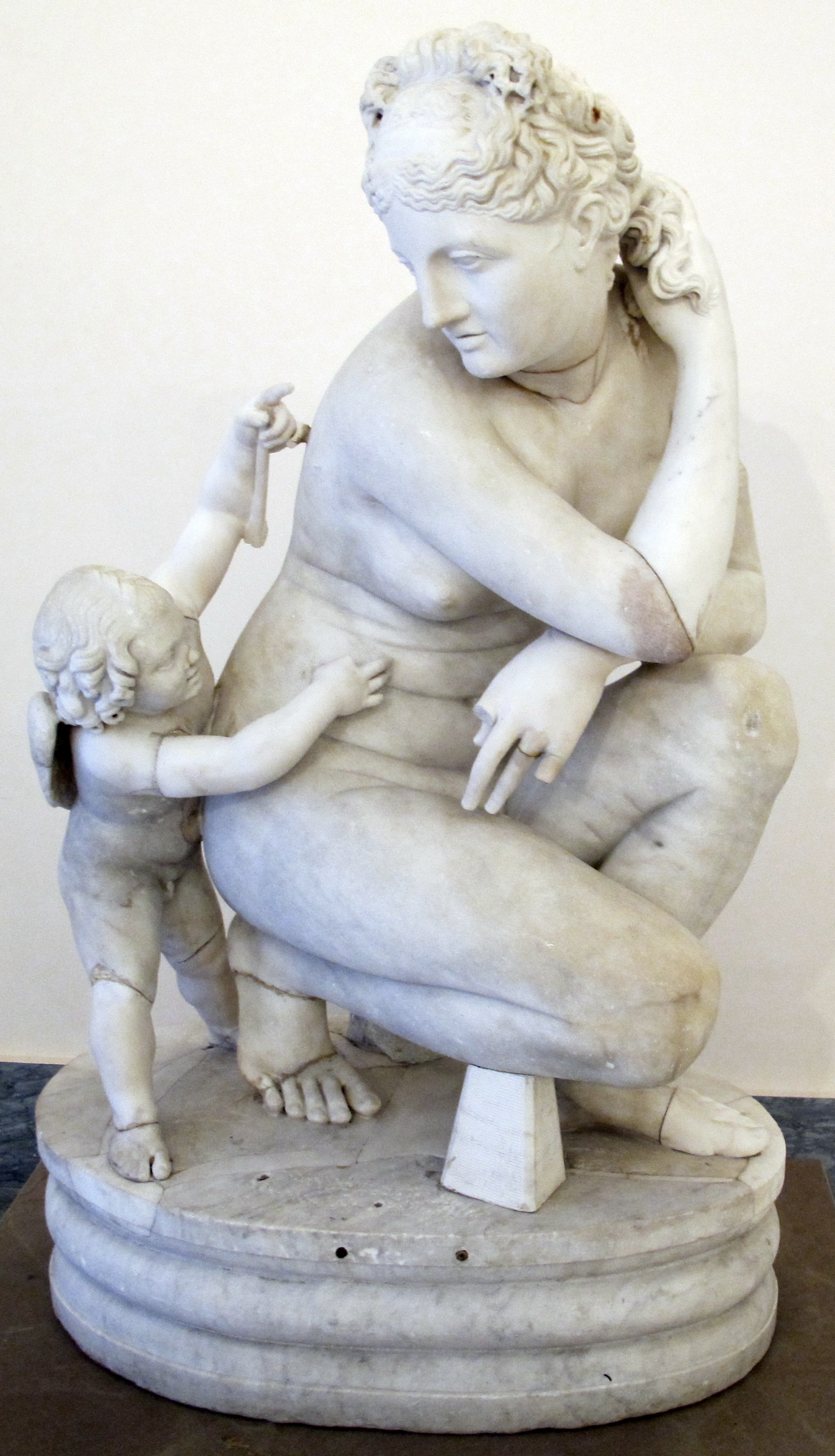
La Venere accovacciata de la colección Farnese, hoy en Nápoles.

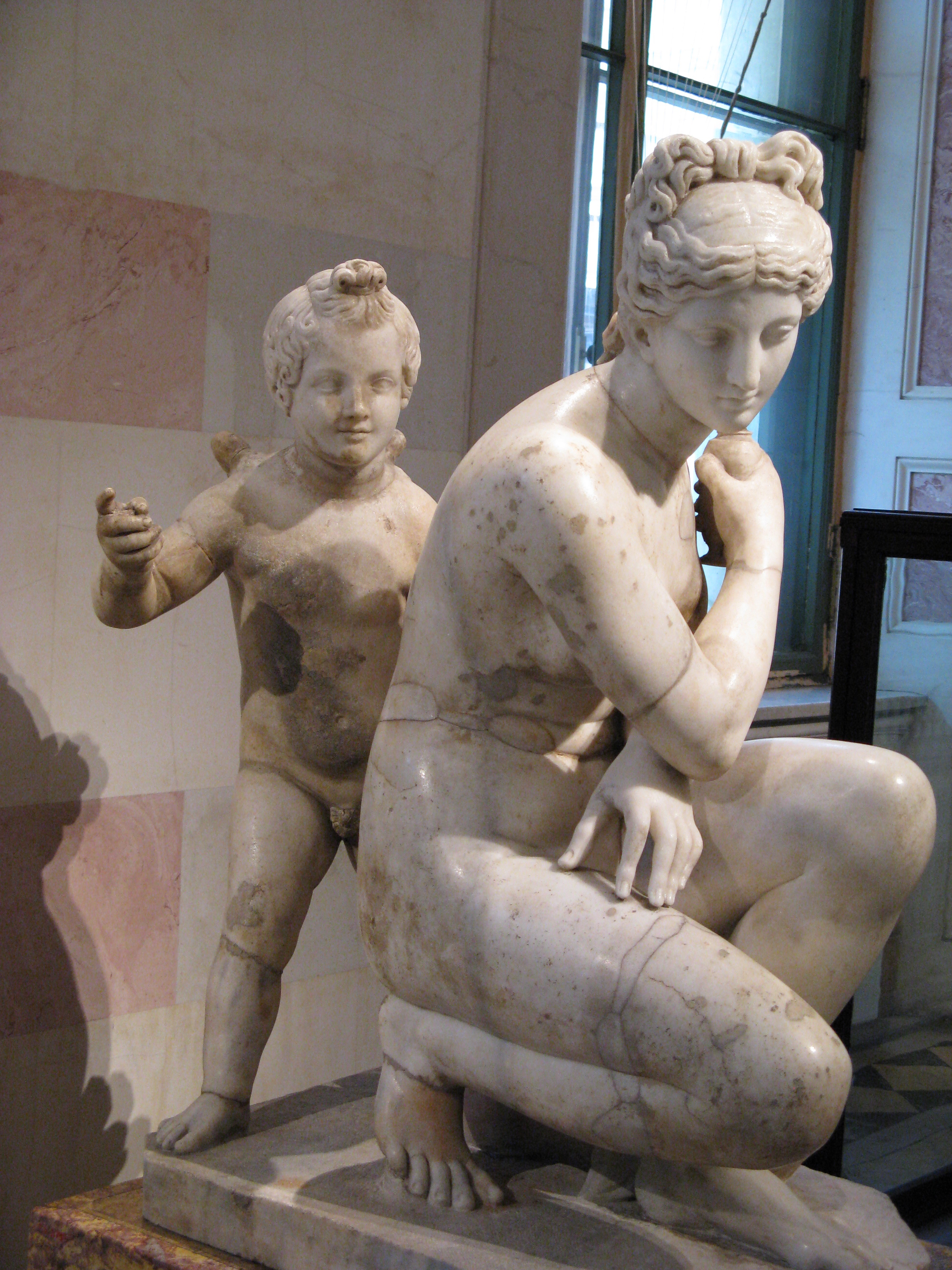
Copia del Hermitage.

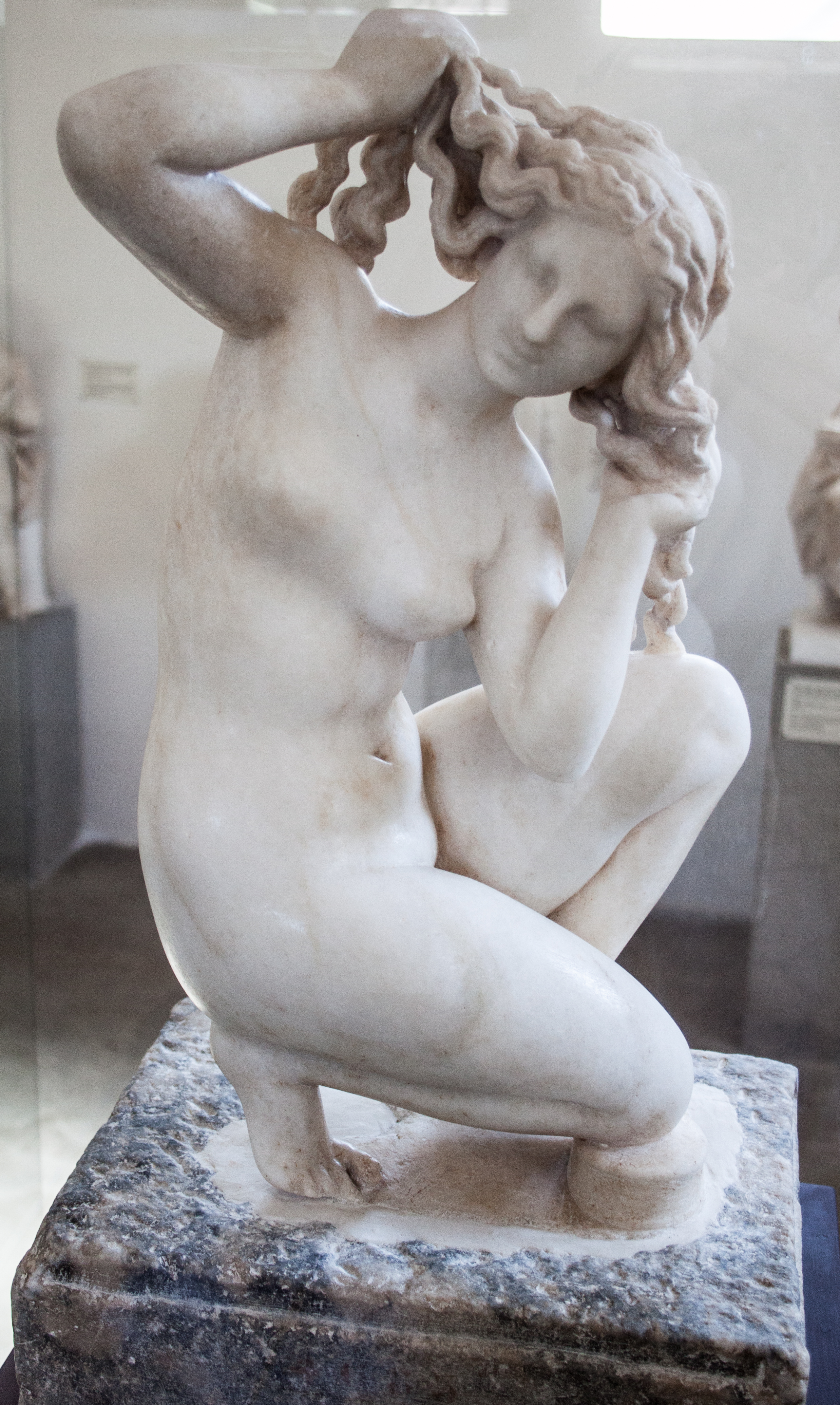
La Afrodita agachada de Rodas.

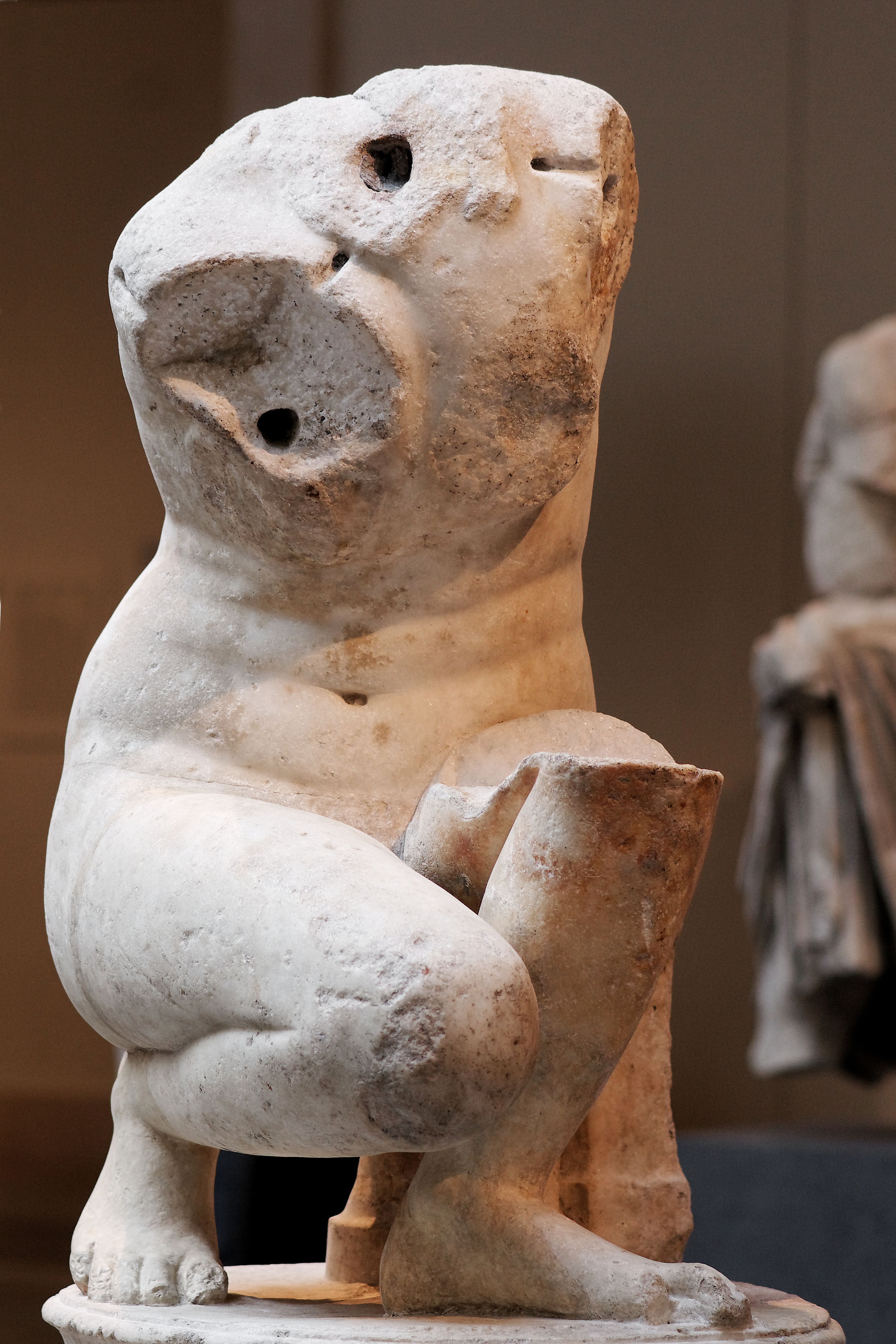
Una de las piezas del MET.

## Atribución
Un pasaje corrupto de la Naturalis Historia de Plinio el Viejo (xxxvi.4), enumera las esculturas del templo de Júpiter Estator en el Porticus Octaviae, cerca del Foro Romano: Venerem lavantem sese Daedalsas [...] stantem Polycharmus; la lectura de esta parte parece exigir una adición: "Venus lavándose, de Daedalsas, [y otra escultura], de pie, de Polycharmus"; lo que deja claro que la escultura de Venus no está de pie. En distintas fuentes del siglo XIX se hacen diferentes lecturas, como Venerem lavantem sese, Daedalum stantem Polycharmus, según la cual sería el tal Policarmo el autor de la "Venus lavándose" y de una estatua de "Dédalo de pie".

## Ejemplos antiguos
- La Venere accovacciata de la colección Medici, registrada en la Villa Medici de Roma y actualmente en la Galería de los Uffizi de Florencia. Fue grabada (con el añadido de una concha marina) por Paolo Alessandro Maffei, Raccolta di statue antiche e moderni..., 1704 (plate XXVIII)
- La Venere accovacciata de la colección de mármoles Farnese, restaurada con un pequeño Eros que llama la atención de la diosa, se encuentra actualmente en el Museo Arqueológico Nacional de Nápoles. Fue dibujada por Martin Heemskerck.[6] En el mismo museo hay otra pieza sin el añadido del Eros.
- La Venus agachada de la colección Borghese, comprada en 1807 a Camillo Borghese, y que se conserva en el Museo del Louvre. En la colección Borghese se restauró imaginativamente como Diana, añadiéndole un arco de caza en su mano derecha.[7]
- La Venus Lely[8] es un mármol de época antonina que se encontraba en la colección Gonzaga de Mantua, donde se inventarió en 1627.[9] En Inglaterra en 1631, fue calificada de "la más fina estatua de todas" (the finest statue of all) y valorada en 6000 escudos.[10] Fue comprada en 1627-28 a los Gonzaga por Carlos I de Inglaterra,[11] cuya colección de arte se dispersó durante la Revolución inglesa, cuando fue comprada por el pintor y connoisseur Sir Peter Lely.[12] Pasó de nuevo a la Royal Collection en 1682 y se encuentra en préstamo en el British Museum.[13]
- La Afrodita agachada del Museo del Hermitage, con un Eros a su espalda. En su mano derecha sostiene una pequeña vasija.[14]
- La Venus agachada hallada en Salona (actual Solin, cerca de la ciudad croata de Split) en la segunda mitad del siglo XVIII fue comprada por el Museo Vaticano, donde fue grabada por Francesco, hijo de Giovanni Battista Piranesi, y luego confiscada por los franceses de Napoleón, y devuelta en 1816 al Vaticano, donde permanece.
- La Vénus Accroupie, es una escultura del siglo II que perteneció a Luis XIV, y actualmente se exhibe en el Louvre. En una significativa variación, su brazo derecho se levanta hasta la parte posterior de la cabeza.[15]
- La Venus agachada de Vienne, del siglo I o II después de Cristo, se considera uno de los más finos mármoles romanos de su tipo,[16] hallada en 1828 en Sainte-Colombe, en la ribera derecha del Ródano, donde se hallaba la antigua ciudad de Vienne; fue comprada por la colección Gerantet en 1878 para el Louvre.[17] Allí la estudió Cézanne, que la adaptó para una de las figuras de sus Grandes Baigneuses.[18] El resto de una pequeña mano en su espalda muestra que fue una de las versiones que incluyen un pequeño Eros.
- Una Venere al Bagno accovacciata fue encontrada en la Villa Adriana de Tívoli en la década de 1920. Está entre las más finas versiones romanas.[16] Se conserva esencialmente sin restaurar en el Museo Nacional Romano (Museo Nazionale delle Terme), donde hay otras versiones.[19]
- La Afrodita agachada, que perteneció a Camillo Massimo, a Cristina de Suecia, a Livio Odescalchi y a Felipe V de España, desde entonces en la colección real española; tras pasar por el Palacio de la Granja de San Ildefonso y el Palacio Real de Madrid, se exhibe actualmente en el Museo del Prado.[20]
- La Afrodita agachada de Córdoba, del siglo II, conservada en el Museo Arqueológico y Etnológico de Córdoba.
- Un pequeño mármol de la Afrodita agachada, datado en el siglo I a. C., se descubrió en Rodas, y se conserva en el Museo Arqueológico de esa ciudad. Su pose es una variante, en la que en vez de cubrir sus senos, se pasa los dedos por el pelo para secarlo, y mira directamente al que la contempla.[21] A veces se la denomina Afrodita agachada de Rodas.
- En el Metropolitan Museum de Nueva York se conservan dos ejemplares, ambos desprovistos de cabeza y de la mayor parte de los brazos, datados entre los siglos I y II, uno de ellos de reducido tamaño.[22]

Se conservan algunos pequeños bronces con el tema de la Afrodita agachada. Uno, hallado en Siria, que estuvo en la colección de Joseph Durighello, fue vendido por la Galerie Georges Petit de Paris.

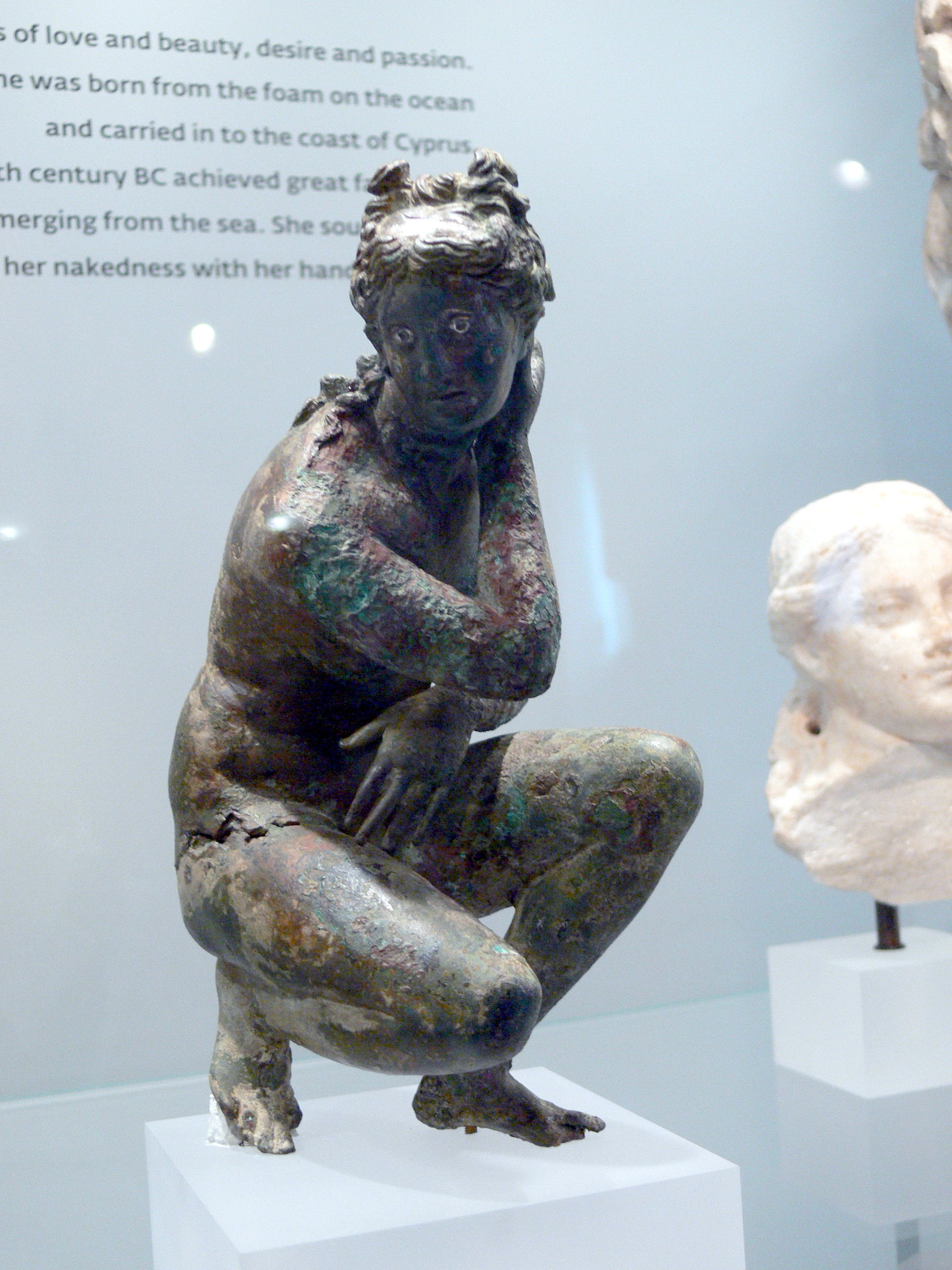
Bronce de la Gliptoteca de Copenhague.

## Impacto en el Renacimiento y versiones modernas
La primera interpretación de la figura, como nacimiento de Venus, saliendo de las aguas — un tipo de Venus Anadiómena — provocó que en algunas restauraciones se añadiera una concha como elemento sobre el que se agacha, de lo que es muestra el grabado de Paolo Alessandro Maffei que reproduce la Afrodita agachada del jardín de los Médici (Raccolta di statue antiche e moderni..., 1704, plancha XXVIII, titulado Statua di Venere nata dalla spuma del mare, e posata sopra una conchiglia, negli Orti Medicei.
Alguna de las múltiples versiones de Leda y el cisne de Leonardo da Vinci presentan una cierta similitud en la postura, denominándose Leda accovacciata.
En 1505-06 Marcantonio Raimondi realizó un grabado de la Venus agachada.
Giambologna, su taller y su heredero Antonio Susini realizaron varias versiones; entre ellas algunas reducciones en bronce, obras de Susini; una de ellas, que estuvo en la colección de Luis XIV, se conserva en el Holburne Museum of Art de Bath, y otra, que estuvo en la colección del príncipe Karl Eusebius de Liechtenstein en 1658, se conserva en el Museo Liechtenstein de Viena.
Antoine Coysevox realizó una famosa variante, en 1686, para el Château de Marly; Coysevox, que dispuso a su Venus sobre una tortuga en vez de una concha, estaba tan exultante por su éxito que inscribió el nombre de Fidias en letras griegas como si fuera de éste. La escultura gustaba tanto al rey Luis XIV que encargó una copia en bronce. En la actualidad el mármol Marly se conserva en el Musée du Louvre y el bronce Marly en el Château de Versailles.
- Una copia en mármol (1762) de Tommaso Solari fue parte del jardín estatuario que rodeaba el Palacio de Caserta, cerca de Nápoles.[29]
- La Flora agachada de Jean-Baptiste Carpeaux (ca 1873), en el Museu Calouste Gulbenkian de Lisboa, reinterpreta la pose.

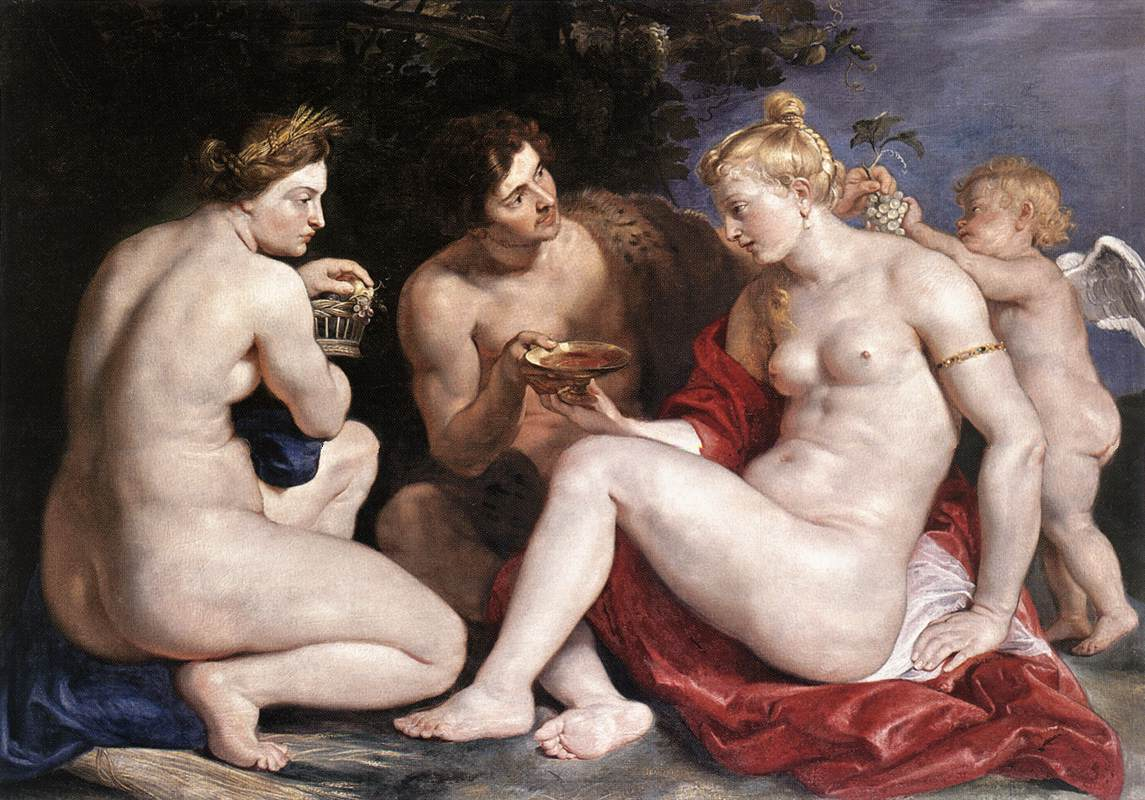
Alegoría con Venus, Cupido, Baco y Ceres, de Peter Paul Rubens, 1612-13, realizada tras su estancia en Mantua con los Gonzaga, donde pudo estudiar la posteriormente denominada Venus Lely.
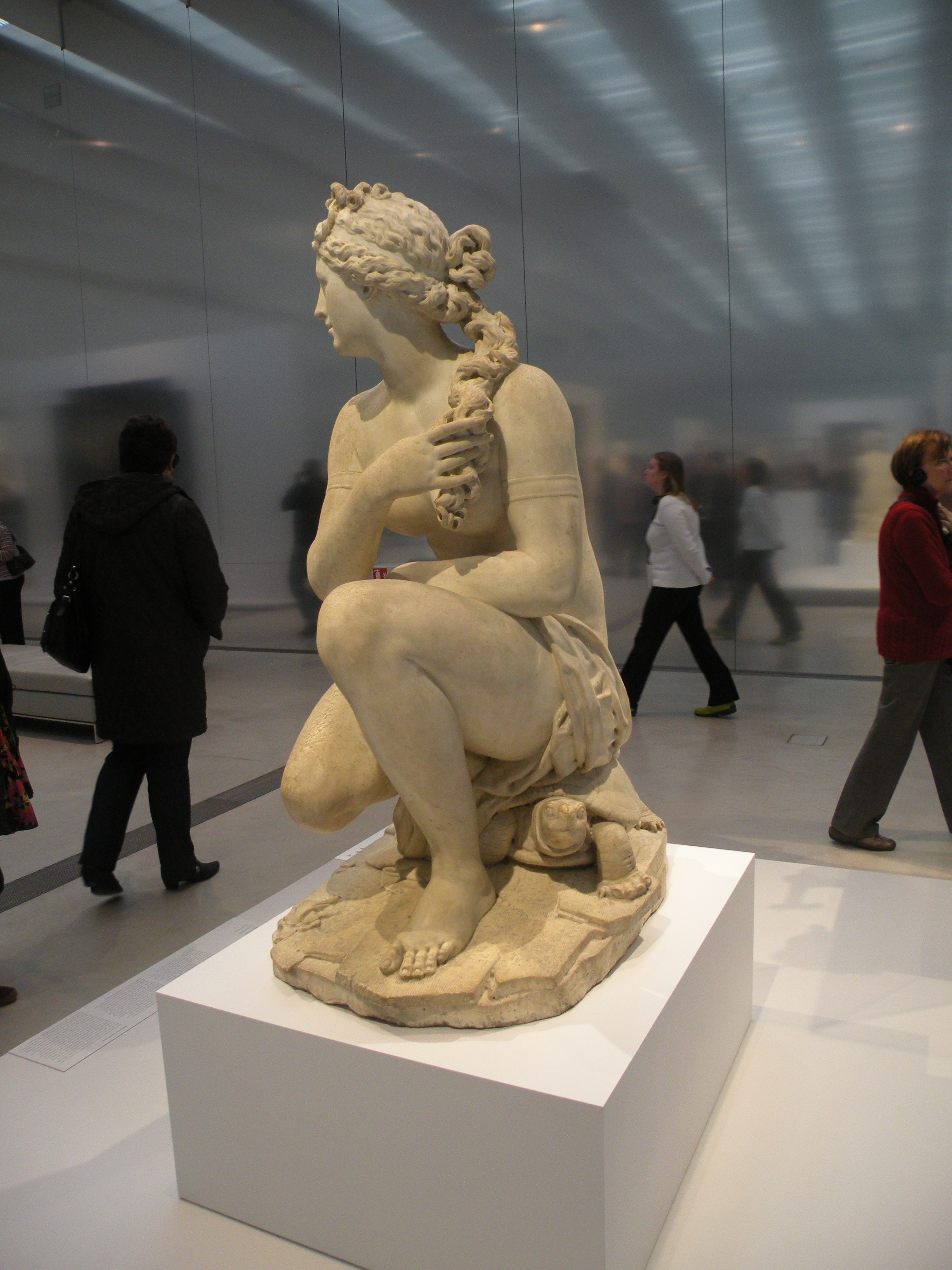
La versión de Coysevox, 1686.
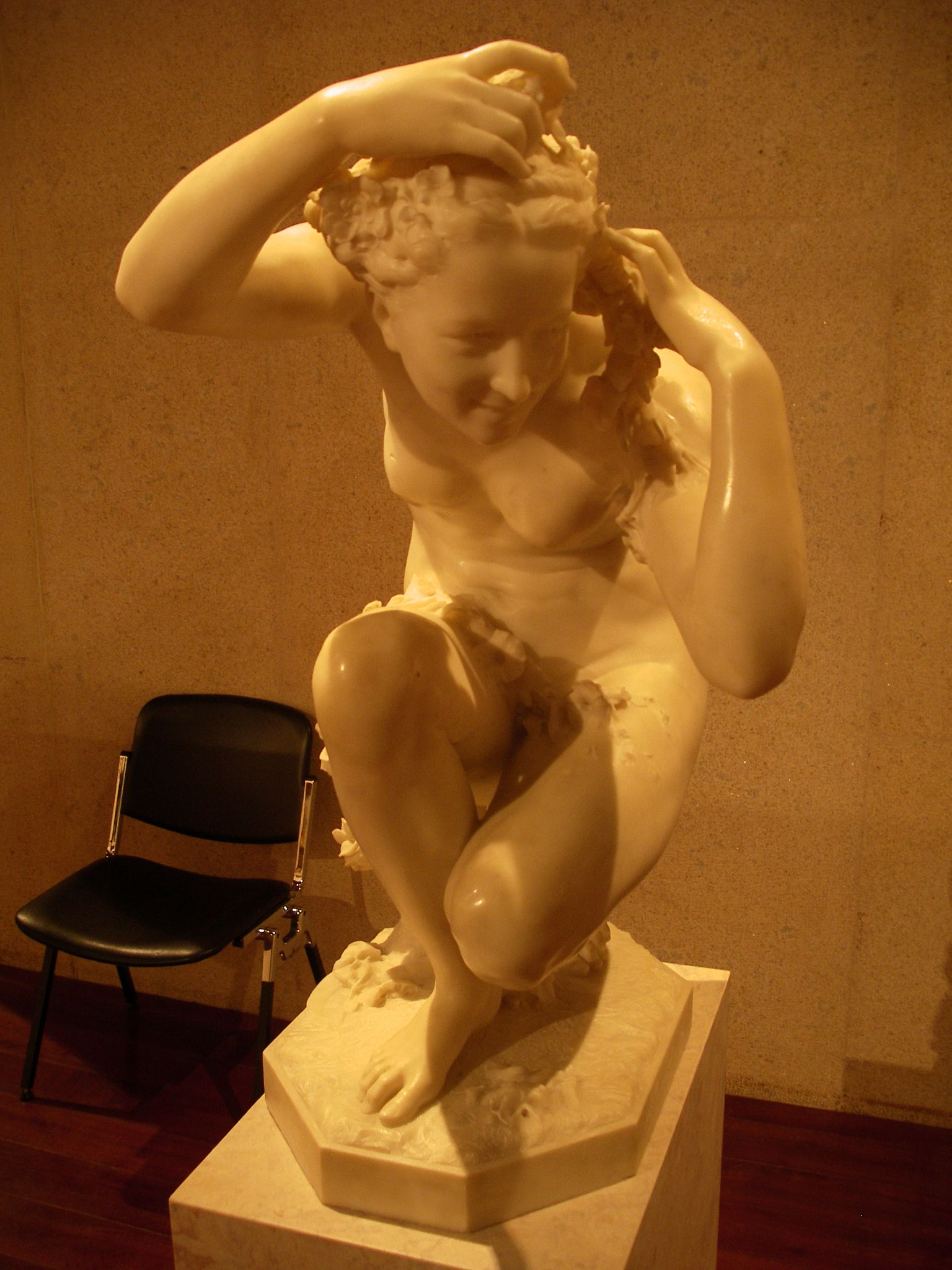
La Flora agachada, de Carpeaux, ca. 1873.
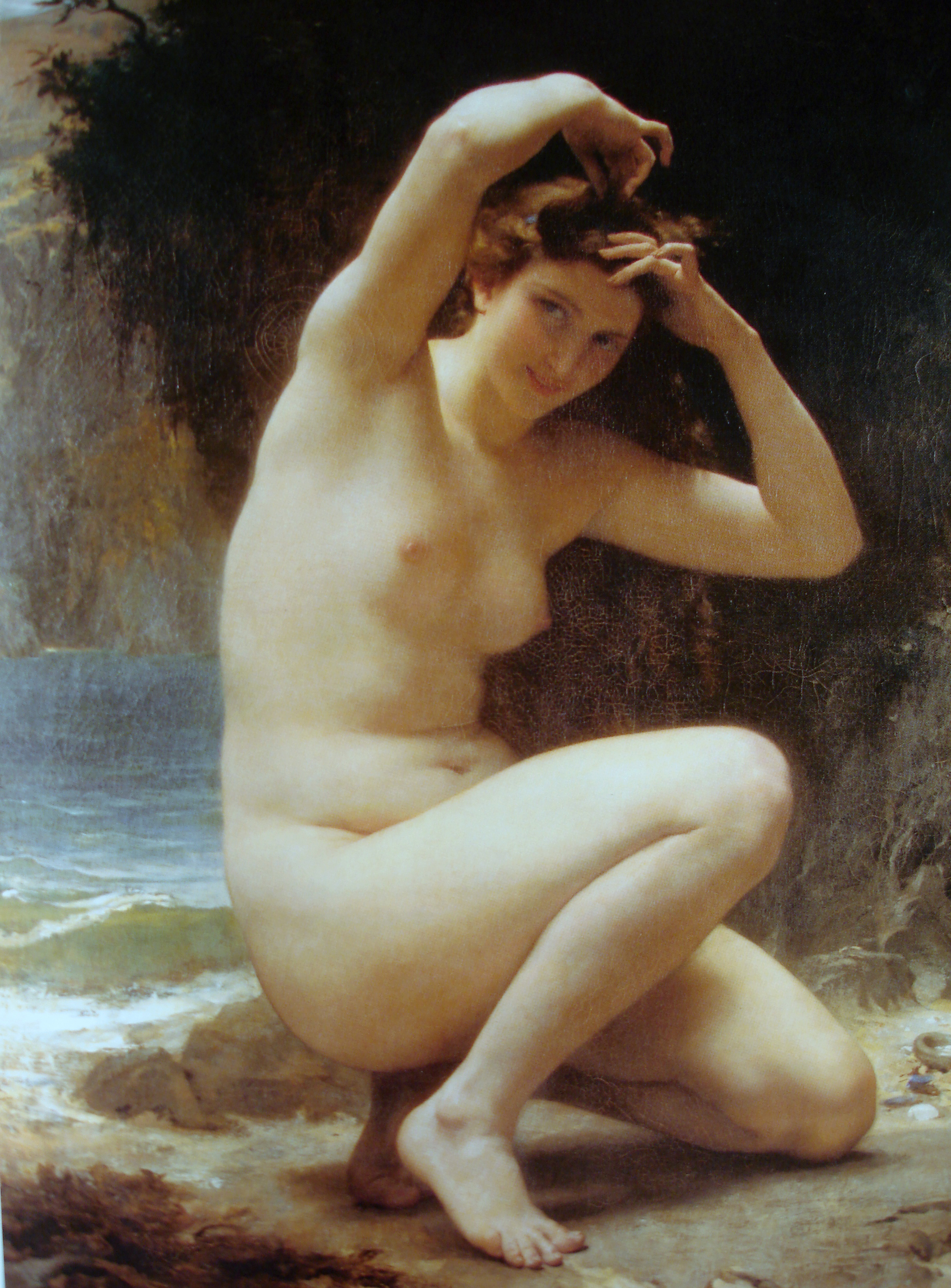
El baño de Venus, de Bouguereau, ca. 1873.